# 業務改善命令
業務改善命令（ぎょうむかいぜんめいれい）とは、日本の官庁が監督対象の事業者に対して行う行政処分の一つである。

## 金融
金融庁が金融機関の健全な経営を確保するために行う業務改善命令は、法令違反やシステム障害、財務内容の悪化が見られた場合に発動する。銀行法、証券取引法、投資顧問業法、保険業法などを根拠法としており、どの法律が適用されるかは、命令を出す金融機関によって決まる。命令内容の公開・非公開は、公表によるメリットとデメリットを比較した上で決定されるが、コンプライアンスに関わるものについては原則として公表、財務に関わるものについては原則として非公表となっている。
金融庁には「監督上必要な措置を命じることができる」権限が与えられている。金融機関は、命令を受けた場合に業務改善計画を提出し、金融庁の監督下で計画通り遂行しなければならない。また、計画書以外にも報告や資料の提出を求められる場合がある。また、業務や財務の状況について聴取したり、該当する金融機関から帳簿書類や物件を検査する「立ち入り検査」が行われる場合もある。
業務改善命令に違反があった場合や、より重い処分が必要であると判断された場合は、一定の期間だけ業務の一部または全部を停止する「業務停止命令」や「免許取り消し」などが行われる。
2013年にみずほ銀行（みずほ銀行暴力団融資事件）が、2018年にスルガ銀行（スルガ銀行#不祥事・融資を巡るトラブルなど）が一部業務停止命令を受けた例がある。

## 商品の製造、輸入
経済産業省が、消費生活用製品安全法に基づき、事業の届出、技術基準の適合等の義務を怠った業者に対して業務改善命令を行う。
医薬品、医療機器等の品質、有効性及び安全性の確保等に関する法律（薬機法）に基づき、厚生労働大臣は、法規に反したことをなした事業者に、業務の停止を命じることができる。都道府県知事は、法規に反したことをなした事業者に、販売の停止を命じることができる（ここで言う業務は、営業や製造を含むが、清掃や反省会などを含まない）。

## 交通機関

### 鉄道
国土交通省が、鉄道事業法に基づき鉄道事業者に対して行う事業改善命令を業務改善命令として表現する場合がある。

### 航空
国土交通省が、航空法に基づき航空事業者に対して行う業務改善勧告、事業改善命令を業務改善命令と表現する場合がある。